# Doc Esser – Der Gesundheits-Check
Doc Esser – Der Gesundheits-Check ist eine Informationssendung des Westdeutschen Rundfunks und die Dachmarke für die Ableger Doc Esser – Das Gesundheitsmagazin, Doc Esser – Online-Sprechstunde, Doc Esser und Doc Esser & Co. Sie behandelt Gesundheits- und Ernährungsfragen und ist bei der Verbraucherredaktion des WDR verortet. Die Redakteure sind Margit Höh und Klaus Brock. Die Sendung wird seit 2016 produziert, die Ableger kamen ab 2018 dazu. Sie wird im Abendprogramm des WDR Fernsehen ausgestrahlt. Einige Folgen wurden vom SWR Fernsehen und vom hr-fernsehen übernommen. Wiederholungen werden bei ARD-alpha gezeigt. Moderiert wird die Sendung von dem Arzt Heinz-Wilhelm „Heiwi“ Esser, genannt Doc Esser.

## Folgen
Die Folgen werden mittwochs (Staffel 4 und die erste Hälfte von Staffel 5 montags) im Abendprogramm des WDR ausgestrahlt. Sie haben eine Länge von etwa 45 Minuten.
| Nr.       | Erstausstrahlung        | Titel                                                                                    |
| --------- | ----------------------- | ---------------------------------------------------------------------------------------- |
| Staffel 1 |                         |                                                                                          |
| 1.01      | Mi., 9. März 2016       | Abnehmen für Faule                                                                       |
| 1.02      | Mi., 16. März 2016      | Mit Technik zur Traumfigur                                                               |
| Staffel 2 |                         |                                                                                          |
| 2.01      | Mi., 11. Januar 2017    | Das große Diät-Langzeitexperiment: Wie Sie Ihre guten Vorsätze endlich richtig umsetzen! |
| 2.02      | Mi., 18. Januar 2017    | Ob Grippe oder Erkältung – So kommen Sie gut durch den Winter!                           |
| 2.03      | Mi., 25. Januar 2017    | Haut-Sache jung und faltenfrei                                                           |
| 2.04      | Mi., 1. Februar 2017    | Ich habe Rücken! Wie Sie Ihre Schmerzen endlich loswerden                                |
| 2.05      | Mi., 8. Februar 2017    | Gesund ohne Arzt – rezeptfreie Medikamente richtig anwenden                              |
| Staffel 3 |                         |                                                                                          |
| 3.01      | Mi., 2. August 2017     | Baden, chillen, grillen – Spaß ohne Risiko                                               |
| 3.02      | Mi., 9. August 2017     | Mückenstich und Sonnenbrand – lästig und gefährlich                                      |
| 3.03      | Mi., 16. August 2017    | Hitzestress – die unterschätzte Gefahr                                                   |
| Staffel 4 |                         |                                                                                          |
| 4.01      | Mo., 19. Februar 2018   | Fasten – jünger und gesünder mit Nahrungspausen                                          |
| 4.02      | Mo., 26. Februar 2018   | Gesundes Knie – endlich schmerzfrei                                                      |
| Staffel 5 |                         |                                                                                          |
| 5.01      | Mo., 9. April 2018      | Allergien auf dem Vormarsch                                                              |
| 5.02      | Mo., 16. April 2018     | Kopfschmerzen – was hilft?                                                               |
| 5.03      | Mo., 23. April 2018     | Jetzt wird geschlafen!                                                                   |
| 5.04      | Mo., 25. Juni 2018      | Urlaub und Reise                                                                         |
| 5.05      | Mi., 8. August 2018     | Alle auf Zucker – was kommt auf die Teller?                                              |
| 5.06      | Mi., 15. August 2018    | Mit Sex – schön, gesund und glücklich!                                                   |
| 5.07      | Mi., 22. August 2018    | Gesunde Füße – Trainieren statt operieren                                                |
| Staffel 6 |                         |                                                                                          |
| 6.01      | Mi., 27. Februar 2019   | Nackenschmerzen – das hilft!                                                             |
| 6.02      | Mi., 13. März 2019      | Wie gut sieht der Westen? So bleiben Ihre Augen gesund!                                  |
| 6.03      | Mi., 20. März 2019      | Fitter Darm: gesund, glücklich und schlank                                               |
| 6.04      | Mi., 11. September 2019 | Gesundes, schönes Haar – was hilft?                                                      |
| 6.05      | Mi., 18. September 2019 | Wie bleiben unsere Zähne stark und gesund?                                               |
| 6.06      | Mi., 25. September 2019 | Sanfte Medizin – Wann hilft sie?                                                         |
| Staffel 7 |                         |                                                                                          |
| 7.01      | Mi., 11. März 2020      | Das Kreuz mit dem Kreuz – was hilft gegen Rückenschmerzen?                               |
| 7.02      | Mi., 25. März 2020      | Bluthochdruck – das können wir selbst tun!                                               |
| 7.03      | Mi., 22. Juli 2020      | Gesunde Füße für alle – Trainieren statt operieren                                       |
| 7.04      | Mi., 29. Juli 2020      | Gesunde Verdauung                                                                        |
| 7.05      | Mi., 12. August 2020    | Gesunde Fette – fit statt fett                                                           |

Die Folge 7.01 wurde teilweise in der Innenstadt von Mülheim an der Ruhr gedreht.

## Doc Esser – Das Gesundheitsmagazin
Doc Esser – Das Gesundheitsmagazin ist das zweite Ableger der Doc-Esser-Reihe. Die Folgen werden in Zeiträumen gesendet, in denen Der Gesundheits-Check nicht ausgestrahlt wird. Staffel 1 wurde montags ausgestrahlt, seit Staffel 2 ist der Sendeplatz mittwochs, im Abendprogramm des WDR. Die Folgen haben eine Länge von etwa 45 Minuten.

### Folgen
| Nr.       | Erstausstrahlung       | Titel                                |
| --------- | ---------------------- | ------------------------------------ |
| Staffel 1 |                        |                                      |
| 1.01      | Mo., 5. März 2018      | Gesunder Rücken                      |
| 1.02      | Mo., 12. März 2018     | Gesundes Herz                        |
| 1.03      | Mo., 19. März 2018     | Gesundes Gewicht                     |
| 1.04      | Mo., 26. März 2018     | Gesunder Darm                        |
| Staffel 2 |                        |                                      |
| 2.01      | Mi., 9. Januar 2019    | Sport statt Pillen                   |
| 2.02      | Mi., 16. Januar 2019   | Schlank ohne Stress                  |
| 2.03      | Mi., 23. Januar 2019   | Gesunder Bauch                       |
| 2.04      | Mi., 6. Februar 2019   | Sensible Schilddrüse                 |
| 2.05      | Mi., 13. Februar 2019  | Starke Schultern                     |
| 2.06      | Mi., 20. Februar 2019  | Gesunde Atemwege                     |
| Staffel 3 |                        |                                      |
| 3.01      | Mi., 2. Oktober 2019   | Gelenkschmerzen – Die Arthrose-Falle |
| 3.02      | Mi., 9. Oktober 2019   | Gesund leben – Krebsrisiko senken    |
| 3.03      | Mi., 16. Oktober 2019  | Schwindel – Karussell im Kopf        |
| 3.04      | Mi., 30. Oktober 2019  | Immunsystem stärken                  |
| Staffel 4 |                        |                                      |
| 4.01      | Mi., 29. Januar 2020   | Husten, Schnupfen, Heiserkeit        |
| 4.02      | Mi., 5. Februar 2020   | Gesunder Schlaf                      |
| 4.03      | Mi., 12. Februar 2020  | Gesunde Blase                        |
| 4.04      | Mi., 19. Februar 2020  | Kräfte sammeln, Körper stärken       |
| 4.05      | Mi., 26. Februar 2020  | Gesund essen – ganz einfach!         |
| 4.06      | Mi., 4. März 2020      | Allergien                            |
| 4.07      | Mi., 9. September 2020 | Schlank und gesund                   |

## Doc Esser – Online-Sprechstunde
Doc Esser – Online-Sprechstunde ist das dritte Ableger der Doc-Esser-Reihe. Esser beantwortet zusammen mit Gästen Zuschauerfragen. Das Format wird live bei Facebook ausgestrahlt. Die Folgen der Staffel 1 wurden unmittelbar im Anschluss an Das Gesundheitsmagazin bzw. Der Gesundheits-Check zum gleichen Thema gesendet. Seit 2019 erfolgt die Ausstrahlung immer montags, während der Check und das Magazin mittwochs gesendet werden.

### Folgen
| Nr.                    | Erstausstrahlung       | Thema                                           |
| ---------------------- | ---------------------- | ----------------------------------------------- |
| Staffel 1              |                        |                                                 |
| 1.01                   | Mi., 5. März 2018      | Rücken                                          |
| 1.02                   | Mi., 12. März 2018     | Herz                                            |
| 1.03                   | Mi., 19. März 2018     | Gesundes Gewicht                                |
| 1.04                   | Mi., 26. März 2018     | Gesunder Darm                                   |
| 1.05                   | Mo., 9. April 2018     | Allergie                                        |
| 1.05                   | Mo., 16. April 2018    | Kopfschmerzen                                   |
| 1.07                   | Mo., 23. April 2018    | Gesunder Schlaf                                 |
| 1.08                   | Mi., 8. August 2018    | Blutzucker                                      |
| 1.09                   | Mi., 15. August 2018   | Sex                                             |
| 1.10                   | Mi., 22. August 2018   | Füße                                            |
| Staffel 2              |                        |                                                 |
| 2.??                   | Mo., 6. Mai 2019       | Gesunde Haut                                    |
| 2.??                   | Mo., 20. Mai 2019      | Essen und Psyche                                |
| 2.??                   | Mo., 3. Juni 2019      | Schöne Beine, gesunde Venen                     |
| 2.??                   | Mo., 24. Juni 2019     | Fit durch die Hitzewelle                        |
| 2.??                   | Mo., 22. Juli 2019     | Gelenkschmerzen                                 |
| 2.??                   | Mo., 5. August 2019    | Fitte und gesunde Blase                         |
| 2.??                   | Mo., 2. September 2019 | Infektionen nach Rückkehr von Reisen            |
| 2.??                   | Mo., 2. September 2019 | Warum werden wir dick?                          |
| 2.??                   | Mo., 7. Oktober 2019   | Magen, Darm und Verdauung                       |
| 2.??                   | Mo., 28. Oktober 2019  | Rücken                                          |
| Sendetermine unbekannt |                        |                                                 |
|                        |                        | Schlaganfall                                    |
|                        |                        | Schilddrüse                                     |
|                        |                        | Gesundheit                                      |
|                        |                        | Burnout und Boreout                             |
|                        |                        | Grippe und Erkältung                            |
|                        |                        | Fit für den Winter                              |
|                        |                        | Mythen der Medizin                              |
|                        |                        | Gesund durch die Weihnachtszeit                 |
|                        |                        | Abnehmen und Sport                              |
|                        |                        | Gesunde Atemwege                                |
|                        |                        | Schilddrüse                                     |
|                        |                        | Schulter und Nacken                             |
|                        |                        | Brustkrebs                                      |
| Staffel 3              |                        |                                                 |
| 3.01                   | Mo., 20. Januar 2020   | Immunsystem                                     |
| 3.02                   | Mo., 3. Februar 2020   | Coronavirus und andere Infektionskrankheiten    |
| 3.03                   | Mo., 2. März 2020      | Coronavirus und Allergien                       |
| 3.04                   | Mo., 9. März 2020      | Corona: Wie klappt es mit dem Krisenmanagement? |
| 3.05                   | Mo., 23. März 2020     | Coronavirus – Leben im Ausnahmezustand          |
| 3.06                   | Mo., 6. April 2020     | Corona – Die Belastungsprobe                    |

## Doc Esser
Doc Esser ist das vierte Ableger der Doc-Esser-Reihe. Esser beantwortet, oft zusammen einem Gast, Zuschauerfragen. Die Tagline lautet „5 Fragen zu...“ Die Folgen haben eine Länge von etwa 5 Minuten. Das Format wird bei YouTube veröffentlicht.

### Folgen
| Nr. | Upload-Datum      | Titel                                                   |
| --- | ----------------- | ------------------------------------------------------- |
| 1   | 07. Oktober 2019  | Rückenschmerzen – ab wann zum Arzt?                     |
| 2   | 21. Oktober 2019  | Blasenentzündungen mit Antibiotika behandeln?           |
| 3   | 11. November 2019 | Hepatitis – Wieso erkranken immer mehr Menschen daran?  |
| 4   | 25. November 2019 | Bei Knieschmerzen – bewegen oder schonen?               |
| 5   | 09. Dezember 2019 | Schlank für immer – mit und ohne Diät                   |
| 6   | 23. Dezember 2019 | Helfen Hausmittel wie Cola & Co gegen akuten Durchfall? |
| 7   | 13. Januar 2020   | Übergewicht: Was wirklich hilft                         |
| 8   | 01. Februar 2020  | Wie gefährlich ist das Coronavirus?                     |
| 9   | 17. Februar 2020  | Führt Herzpochen zum Herzinfarkt?                       |
| 10  | 25. Februar 2020  | Heilfasten oder Intervallfasten?                        |
| 11  | 03. März 2020     | FAQ zum Coronavirus                                     |
| 12  | 17. März 2020     | Welche Allergie-Mittel wirken und was langfristig hilft |

## Digitale Sportstunde mit Doc Esser
Digitale Sportstunde mit Doc Esser ist das fünfte Ableger der Doc-Esser-Reihe. Esser und ein Gast zeigen Fitnessübungen. Die Folgen werden live ausgestrahlt.

### Folgen
| Nr. | Erstausstrahlung    | Titel                          |
| --- | ------------------- | ------------------------------ |
| 1   | Mi., 29. April 2020 | Doc Esser macht den Westen fit |

## Doc Esser & Co.
Doc Esser & Co. war das erste Ableger der Doc-Esser-Reihe. Es wurden insgesamt fünf Folgen produziert, die im Jahr 2018 ausgestrahlt wurden. Neben Esser vermittelten Yvonne Willicks, Michael Dietz und die Ärztin Aylin Urmersbach die Informationen. Die Folgen wurden in Zeiträumen gesendet, in denen weder Der Gesundheit-Check noch Das Gesundheitsmagazin ausgestrahlt wurden. Der Sendeplatz war montags (Folge 1 am Mittwoch) im Abendprogramm des WDR. Die Folgen hatten eine Länge von etwa 30 Minuten.

### Folgen
| Nr. | Erstausstrahlung    | Titel                    |
| --- | ------------------- | ------------------------ |
| 1   | Mi., 3. Januar 2018 | Gesund ins Neue Jahr     |
| 2   | Mo., 25. Juni 2018  | Gesund auf Reisen        |
| 3   | Mo., 9. Juli 2018   | Gesund im Sommer         |
| 4   | Mo., 23. Juli 2018  | Leicht durch den Sommer  |
| 5   | Mo., 30. Juli 2018  | Fit und gesund für immer |

## Zeitleiste
|                | 2016  | 2017  | 2017  | 2018  | 2018  | 2018  | 2018  | 2018  | 2018    | 2018  | 2019  | 2019  | 2019  | 2019  | 2020  | 2020  | 2020  | 2020  |
|                | 03    | 01/02 | 08    | 01    | 02    | 03    | 04    | 06    | 07      | 08    | 01    | 02    | 09    | 10    | 01    | 02    | 03    | 04    |
| -------------- | ----- | ----- | ----- | ----- | ----- | ----- | ----- | ----- | ------- | ----- | ----- | ----- | ----- | ----- | ----- | ----- | ----- | ----- |
| Check          | St. 1 | St. 2 | St. 3 |       | St. 4 |       | St. 5 | St. 5 |         | St. 5 |       | St. 6 | St. 6 |       |       |       | St. 7 |       |
| Magazin        | –     | –     | –     | –     | –     | St. 1 |       |       |         |       | St. 2 | St. 2 |       | St. 3 | St. 4 | St. 4 | St. 4 |       |
| Sprech- stunde | –     | –     | –     | –     | –     | St. 1 | St. 1 | ?     | ?       | ?     | ?     | ?     | St. 2 | St. 2 | St. 3 | St. 3 | St. 3 | St. 3 |
| Sport- stunde  |       |       |       |       |       |       |       |       |         |       |       |       |       |       |       |       |       | Fo. 1 |
| Esser & Co.    | –     | –     | –     | Fo. 1 |       |       |       | Fo. 2 | Fo. 3–5 | –     | –     | –     | –     | –     | –     | –     | –     | –     |